# اسکار آرپون
اسکار آرپون (انگلیسی: Óscar Arpón؛ زادهٔ ۹ آوریل ۱۹۷۵) بازیکن فوتبال اهل اسپانیا است که به‌عنوان هافبک تهاجمی بازی می‌کرد. وی در حال حاضر مدیر می‌باشد. وی در مجموع ۱۴۱ بازی و ۵ گل در لالیگا در طول هفت فصل در ۶ باشگاه از جمله باشگاه فوتبال بارسلونا به‌ثمر رسانده‌است.